# Vytáč
Vytáč (angl.: tubeless cop, něm.: Schlauchkops) je těleso z příze navinuté ve tvaru potáče (kužele) bez cívky na vřeteno, ze kterého se po zhotovení stáhne. 
Vytáče se zhotovují z hrubých přízí (do 125 tex) z lýkových vláken na speciálních soukacích automatech  nebo z odpadových materiálů na krabicových dopřádacích strojích. 
Soukací vřeteno může dosáhnout rychlosti do 4500 obr / min, (soukání na krabicové dopřádačce je podstatně pomalejší), maximální rozměry vytáče jsou 350 (délka) x 50 mm (průměr).
Příze se dále zpracovává skoro výlučně jako útek na člunkových tkacích strojích. Vnitřní stěny člunku jsou upraveny tak, aby povrch vytáče po nich neklouzal, při tkaní se útková nit odtahuje (vytáčí) při velmi rovnoměrném napětí z dutiny návinu. 